# Johann von Hofmann

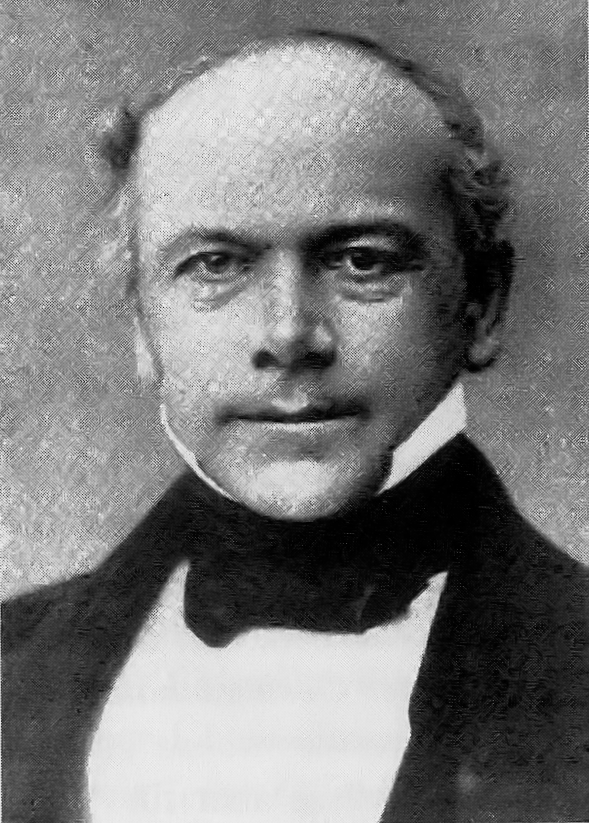
Johann Hofmann

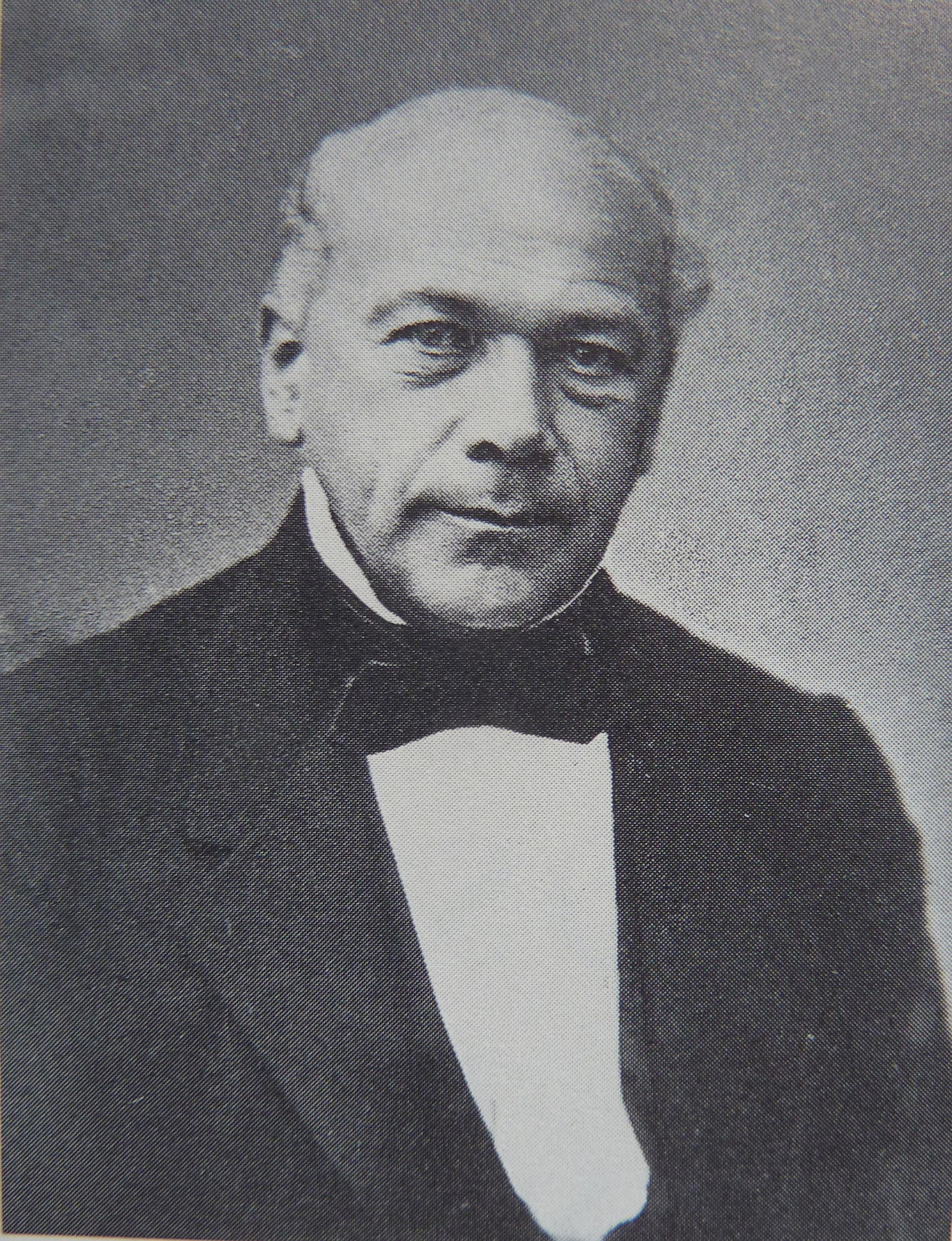
Johann von Hofmann, Fotografie um 1870

Johann Christian Konrad Hofmann, ab 1855 Ritter von Hofmann, (* 21. Dezember 1810 in Nürnberg; † 20. Dezember 1877 in Erlangen) war ein deutscher lutherischer Theologe und wichtiger Vertreter der Erlanger Theologie.

## Leben
Hofmanns Elternhaus war geprägt durch die Erweckungsbewegung, die aus dem schwäbischen Pietismus Johann Albrecht Bengels hervorgegangen war. Nach dem Abitur am Melanchthon-Gymnasium Nürnberg studierte Hofmann Evangelische Theologie an der Friedrich-Alexander-Universität Erlangen. 1827 wurde er Mitglied der Burschenschaft Arminia Erlangen. Karl von Raumer und Christian Krafft waren wichtige Lehrer. Er wechselte 1829 an die Friedrich-Wilhelms-Universität zu Berlin, an der ihn Leopold von Ranke, Friedrich Schleiermacher und Georg Wilhelm Friedrich Hegel prägten.
Hofmann wurde 1833 in Erlangen Gymnasiallehrer, 1835 dann Repetent und Privatdozent für Geschichte, 1838 Privatdozent für Evangelische Theologie. 1841 ging Hofmann als a.o. Professor für das Alte Testament und das Neue Testament an die Universität Rostock, kehrte aber 1845 als o. Professor für neutestamentliche Exegese, Christliche Ethik und Enzyklopädie nach Erlangen zurück. Dort amtierte er viermal als Prorektor. König Ludwig I. verlieh ihm 1855 den Verdienstorden der Bayerischen Krone, womit die Erhebung in den persönlichen Adelsstand verbunden war. 1856 ernannte ihn die Stadt Erlangen zum Ehrenbürger.
Von 1863 bis 1869 war Hofmann für die Bayerische Fortschrittspartei Mitglied der Kammer der Abgeordneten der Bayerischen Ständeversammlung (Wahlkreis Erlangen–Fürth).

## Bedeutung
Als biblischer Theologe beschäftigte Hofmann vor allem die Frage, inwieweit sich die Bibel als Grundlage der Theologie erweisen kann. Gegen den Rückgriff Friedrich Schleiermachers und der lutherischen Orthodoxie versuchte Hofmann, die Wahrheit der Heiligen Schrift auf dem geistgewirkten Glauben und der durch ihn geschenkten Erfahrung der Gottesgemeinschaft zu begründen. Die Theologie wurde so zur Erfahrungstheologie, in der „ich der Christ mir dem Theologen eigenster Stoff meiner Wissenschaft“ wird.
Den Inhalt der Bibel, die ihr immanente Geschichte, entwickelte Hofmann schon in seinem frühen Hauptwerk Weissagung und Erfüllung (1841–1844) als Heilsgeschichte, in deren Mitte Christus steht. In seinem unvollendeten Bibelkommentar Die heilige Schrift neuen Testaments zusammenhängend untersucht (1862–1878; die letzten drei von elf Bänden postum 1881–1886) versuchte er, diese geschichtstheologische Sicht auf die Einheit der Bibel durchzuführen. Dieser christozentrisch-pneumatologische Ausrichtung stand jedoch eine auf der Erfahrungstheologie basierende Reduktion bzw. Umdeutung zentraler Glaubensaussagen entgegen. So lehnte Hofmann die Satisfaktionslehre ab, nach der  die heilsbringende Wirkung des Todes Jesu auf einem stellvertretenden Strafleiden beruhe, und deutete sie stattdessen als Hineinnahme in die Gemeinschaft mit Gott, wodurch die ursprüngliche Bestimmung des Menschen realisiert werde.

## Veröffentlichungen (Auswahl)
- Die siebenzig Jahre des Jeremias und die siebenzig Jahrwochen des Daniel. Zwei exegetisch-historische Untersuchungen. Otto, Nürnberg 1836.

- Geschichte des Aufruhrs in den Sevennen unter Ludwig XIV. Beck, Nördlingen 1837.

- Weissagung und Erfüllung im Alten und im Neuen Testamente. Ein theologischer Versuch. Zwei Bände. Beck, Nördlingen 1841/1844.
- Ueber die Entstehungszeit des Buches Henoch. In: Zeitschrift der Deutschen Morgenländischen Gesellschaft, Band 6. 1852. S. 87–91 (Digitalisat).

- Der Schriftbeweis. Ein theologischer Versuch. Zwei Bände. Beck, Nördlingen 1852–1855.
- Schutzschriften für eine neue Weise, alte Wahrheit zu lehren. Vier Bände. Beck, Nördlingen 1856–1859.
- Die heilige Schrift neuen Testaments, zusammenhängend untersucht. Elf Teile. Beck, Nördlingen 1862–1886.

- Theologische Ethik. Beck, Nördlingen 1878.

- Vermischte Aufsätze. Deichert, Erlangen 1878.

- Enzyclopädie der Theologie. Beck, Nördlingen 1879.

- Biblische Hermeneutik. Beck, Nördlingen 1880.